# Hotet (2004)
Hotet är en svensk-finsk dramafilm från 2004 i regi av Kjell Sundvall. I huvudrollerna ses Shanti Roney, Maria Bonnevie och Stefan Sauk.

## Handling
Lasse Brudell är ansvarig programmerare vid RFN, i Vidsel i Norrbotten. Han arbetar med det topphemliga datasystemet EWS till JAS 39 Gripen. Främmande agenter kidnappar Lasses familj för att komma åt den topphemliga mjukvaran. Plötsligt står många miljarder på spel och Lasse befinner sig i en mardrömslik situation.
Major Haglund, ledaren för ett militärt specialförband, kallas in för att höja säkerhetsrutinerna inför en demonstration av Gripen för utländska intressenter. Han verkar vara Lasses enda räddning och motvilligt börjar de samarbeta. Men det är inte bara deras olika temperament och personligheter som krockar. Haglund har också börjat misstänka Lasse för landsförräderi. Lasse tvingas nu välja mellan att bli spion och förråda sitt land eller förbli lojal och offra sin familj.

## Om filmen
Filmen hade svensk premiär 6 februari 2004 på biograferna Rigoletto, Filmstaden Heron City, Filmstaden Kista, Filmstaden Sergel och Filmstaden Söder i Stockholm.

## Rollista (i urval)
- Shanti Roney – Lasse Brudell
- Maria Bonnevie – Inger Brudell
- Stefan Sauk – major Christer Haglund
- Christian Magdu – kapten Jonas Karlsson
- Dejan Cukic – Jacek
- Axel Zuber – Niklas
- Peter Franzén – Magnus
- Göran Ragnerstam – major Lundgren
- Åsa Forsblad – Pia
- Roland Hedlund – morfar
- Peter Haber – Rosin
- Tomas Pontén – försvarsministern
- Jack Klaff – McBready
- Ida Wahlund – Malin
- Rolf Degerlund – Sonni
- Malena Hallerdt – Lena
- Göran Rydberg – Tysk stridspilot